# Paperino sonnambulo
Paperino sonnambulo (Sleepy Time Donald) è un film del 1947 diretto da Jack King. È un cortometraggio animato realizzato, in Technicolor, dalla Walt Disney Productions, uscito negli Stati Uniti il 9 maggio 1947 e distribuito dalla RKO Radio Pictures.

## Trama
È notte fonda e Paperino dorme, ma, a causa del suo sonnambulismo, si alza dal letto mettendosi in testa uno stivale per andare a casa di Paperina, invitandola ad uscire con lui come se fosse pieno giorno. Paperina, dopo aver diverse volte tirato Paperino fuori dai guai, lo accompagna a letto, facendogli credere che ci sia una nave e che occorra sbrigarsi per andare a prenderla. Mentre Paperina esce per tornare a casa, tuttavia, Paperino si sveglia e, credendo che sia lei a essere affetta da sonnambulismo, inizia a ridere di lei; Paperina, offesa, gli tira un colpo in testa con lo stivale e lo rispedisce a dormire.

## Distribuzione

### Edizioni home video

#### VHS
- Serie oro – Paperina (novembre 1985)[1]
- Pippo, Pluto, Paperino Supershow (aprile 1990)[2]
- Cartoon Classics – Io Paperino! (novembre 1995)
- Paperino piume, guai e simpatia (maggio 1999)
- Paperino campione di allegria (ottobre 2001)
- Paperino e l'arte del divertimento (ottobre 2004)

#### DVD
Il cortometraggio è incluso nei DVD Walt Disney Treasures: Semplicemente Paperino - Vol. 3 e Paperino e l'arte del divertimento.